# Amar Santokhi
Amar Santokhi (15 juli 1975) is een Surinaams karateka. Hij is meervoudig nationaal kampioen en won in 2012 en 2014 het Masterstoernooi in meerdere disciplines.

## Biografie
Amar Santokhi beoefent sinds circa 1990 karate en behoort sinds circa 2000 tot de top van Suriname. Hij is aangesloten bij het Karate Instituut Burgos. Hij behaalde veel nationale titels en in 2002 tijdens een internationaal toernooi een gouden medaille op het onderdeel teamkata.
Op initiatief van Santokhi en inwoners in Lelydorp richtte Burgos daar aan de Altonaweg op 22 januari 2011 een afdeling op; Santokhi werd van deze afdeling de hoofdtrainer. Voor de Surinaamse Karate Associatie is hij scheidsrechter, lid van de dangradencommissie en trainer voor kata's.
In 2012 werd hij tijdens het Masterstoernooi kampioen in vier disciplines: kata, wapen (katana), zelfverdediging en kumite. Hiermee was hij de eerste karateka die vier titels behaalde op het toernooi. In 2013 was er geen Masterstoernooi. Dit toernooi is bestemd voor karateleraren ouder dan 35 jaar met ten minste de eerste dan. In 2014 prolongeerde hij de titel op drie onderdelen en werd hij met zijn team tweede op het onderdeel zelfverdediging.
In maart 2016 was hij bondscoach tijdens de Open de la Caribe de Karate op Martinique en in april 2017 een van de coaches tijdens de deelname van Suriname aan de US Open Karate. In mei 2017 behaalde hij zijn scheidsrechterslicentie van de Pan-Amerikaanse Karate Federatie, voorafgaand aan de 31e Pan-Amerikaanse Karatekampioenschappen op Curaçao. In 2019 bezit hij de 4e dan.
Naast karate beoefende Santokhi taekwondo. Een van zijn pupillen, Tosh van Dijk, motiveerde hij om door met behulp van deze sport zijn beentechnieken te verbeteren. Van Dijk groeide later uit tot een van de succesvolste taekwondoka's van Suriname.